# Poslední hrdina
Poslední hrdina je humoristická fantasy kniha Terryho Pratchetta, 27. ze série Zeměplocha. Kniha je v rámci zeměplošské série unikátní tím, že nevyšla jen jako paperback, nýbrž vázaná a bohatě ilustrovaná Paulem Kidbym. V České republice vyšla dokonce jen ilustrovaná verze knihy.

## Obsah
Vládce Achátové říše, císař Čingis Cohen, kdysi známý světu jako Barbar Cohen, se rozhodl, že bohové to vynálezem smrti přehnali, a protože už není žádných dalších pořádných hrdinů, chce vrátit, spolu se svou Stříbrnou hordou, to, co první hrdina světa ukradl. Oheň. A protože je Achátová říše vynálezcem střelného prachu, hodlá Cohen vynést na vrchol Zeměplochy a sídlo bohů, horu Cori Celesti, první opravdu ničivou bombu Zeměplochy a pořádně se bohům pomstít. Jenže velký výbuch na Cori Celesti, jež je také středem magického pole Zeměplochy, by znamenal zhroucení právě celého magického pole. Bez něj ale na Zeměploše nemůže existovat život.
Zeměplocha se tak řítí do záhuby a Barbar Cohen má náskok. Jediná možnost, jak je předejít a zamezit konci Plochy, je vyslat na Cori Celesti výpravu želvonautů v kosmické raketě. Tak se také rozhodne po poradě mezi patricijem Ankh-Morporku Havelockem Vetinarim a Rozšafínem Ctibumem, vedoucím katedry Nedoporučovaně aplikované magie. Kosmickou loď vymyslí Leonardo da Quirm a stane se také jedním z želvonautů. Další jsou Karotka Rudykopalsson, Mrakoplaš a trochu nečekaně také Knihovník Neviditelné univerzity.